# Diospyros rotok
Diospyros rotok är en tvåhjärtbladig växtart som beskrevs av B. Walln. Diospyros rotok ingår i släktet Diospyros och familjen Ebenaceae. Inga underarter finns listade i Catalogue of Life.